# Sint-Lambertusbron (Altenbroek)

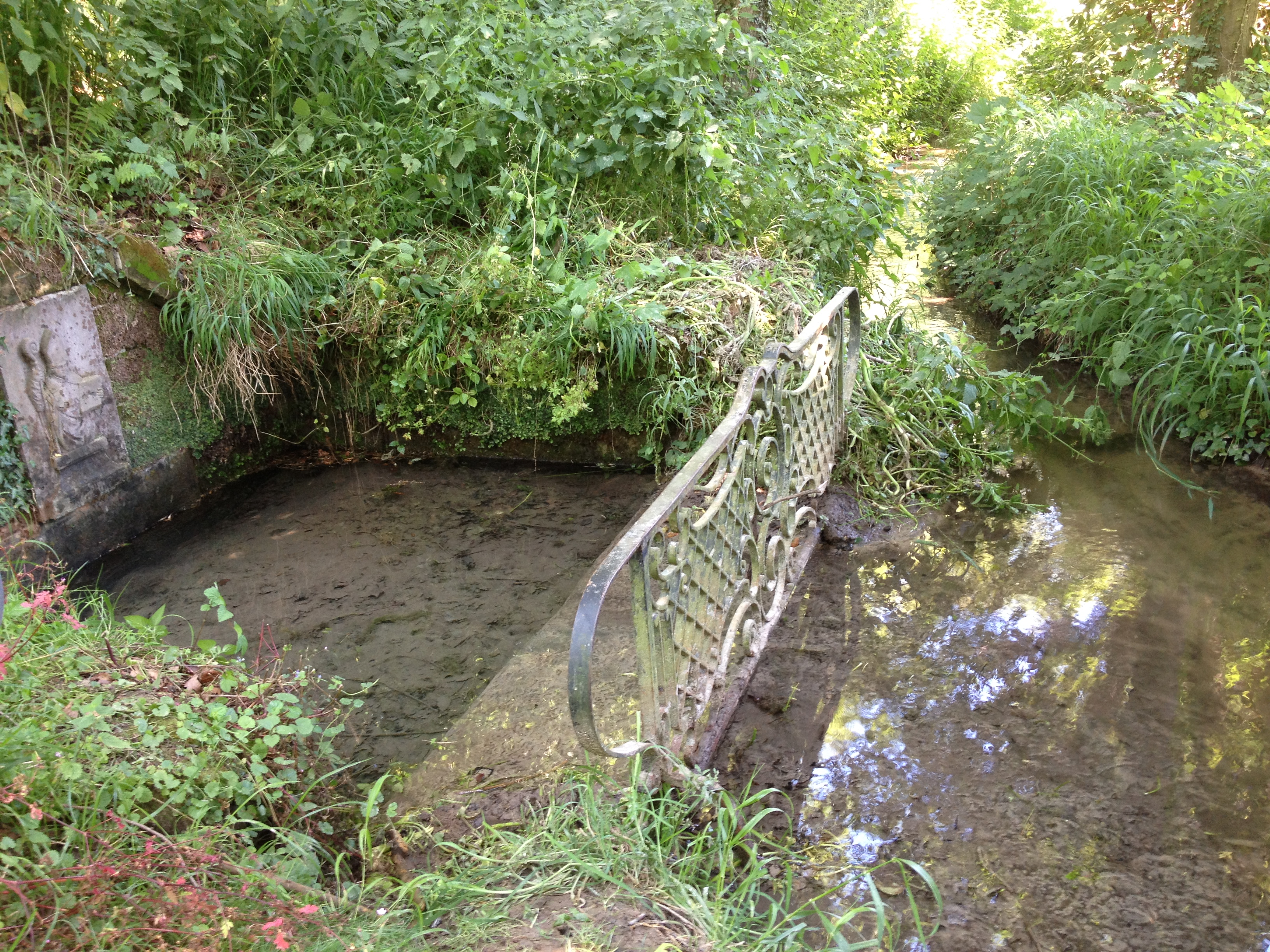
Sint-Lambertusbron aan de Noor.

De Sint-Lambertusbron is een van de drie bronnen nabij Kasteel Altenbroek in de gemeente Voeren in de Belgische provincie Limburg. De drie bronnen liggen onderaan het hellingbos ten noorden van de toegangsweg naar het kasteel en stromen rechtstreeks in de Noor, die een kilometer eerder ontspringt bij de Brigidabron. Stroomafwaarts gezien de laatste bron is gewijd aan Sint-Lambertus, die staat afgebeeld op een blauwstenen plaquette boven de bron. Na de Lambertusbron stroomt de Noor verder via de Molen van Altenbroek en stroomt een kilometer verder in de Voer.

## Geschiedenis

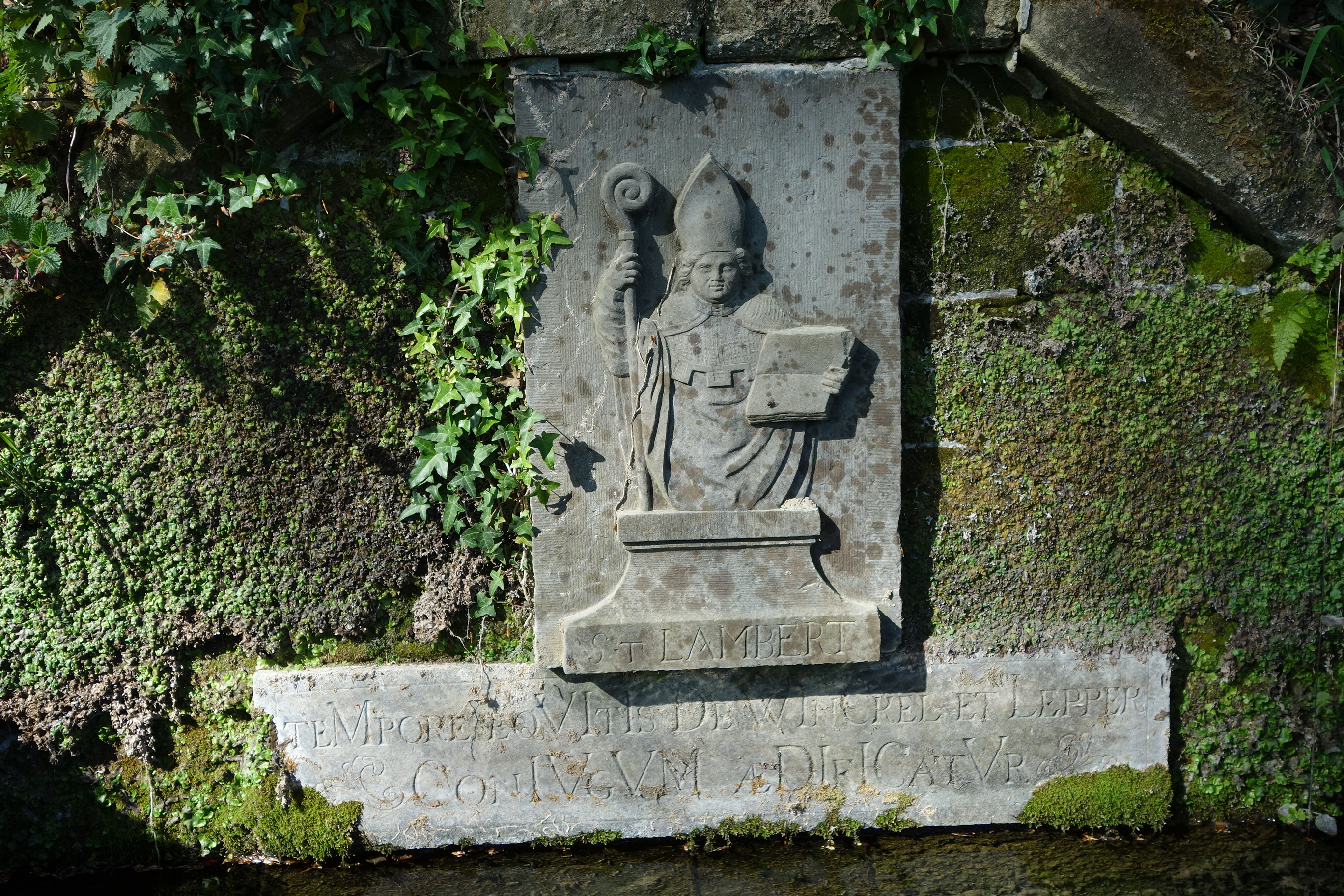
Afbeelding van Sint-Lambertus.

De bron zou in de 7e eeuw door bisschop Lambertus van Maastricht zelf geslagen zijn volgens een legende. Hetzelfde wordt echter beweerd over de Lambertusbron in Holset. Het geneeskrachtige water zou gebruikt worden tegen oogziekten. Onder de steen met de afbeelding en naam van "St Lambert" is een steen met inscriptie: "teMpore eqVItIs De VVInCkeL et Lepper - ConIVgVM aeDIfICatVr". Het chronogram vormt in elke regel het jaartal 1718. De tekst betekent: 'Werd gebouwd ten tijde van de huwelijksverbintenis van ridder de Winckel en Lepper'.